# Imperijalna palata u Sirmijumu
Carska palata je bila deo Sirmijuma, nekada raskošnog i moćnog rimskog grada, a danas je centralnom jezgru Sremske Mitrovice, najranije se pominje u II veku, za vreme boravka Marka Aurelija. Podatak je sačuvan kod Filostrata, u opisu putovanja Herod Atika caru. Atik je svog imperatora pronašao u Sirmijumu koji je tada služio kao polazna tačka u ratu protiv varvara. U Filostratovom tekstu palata je navedena kao peri ta basileia, što jasno ukazuje da je bila u službi cara.

Današnja Sremska Mitrovica ispod svojih ulica i kuća krije tragove Sirmijuma (lat.Sirmium). Na ovom mestu su pouzdano konstatovani ostaci carske palate u kojoj su odsedali rimski carevi prilikom kraćeg ili dužeg boravka i zadržavanja, što je bilo naručito često u kasnoantičkom periodu.

## O palati
Carska (Imperijalna) palata je bila postavljena na najbezbednijem mestu u gradu, neposredno uz reku Savu koja se lako mogla preći u slučaju opasnosti, ona se takođe nalazila najdalje od severnog bedema koji je uvek bio i najugroženiji.
Neki elementi ukazuju da je južni bedem uz palatu bio naročito prilagođen i utvrđen, što je obezbeđivalo punu sigurnost carskoj sviti.
Od palate je otkriven samo manji deo s pravougaonom osnovom oko unutrašnjeg dvorišta. U severnom krilu pružaju se dva uzdužna hodnika kojima se komuniciralo sa manjim i većim prostorijama i sa malom apsidom u centralnom delu. Naročito su dobro očuvani uređaji za centralno grejanje sa toplim vazduhom i sistemom takozvanog hipokausta (lat.hypocaustum), odnosno sa zidanim ili kamenim stupcima koji su nosili dva nivoa podova i omogućavala slobodan prolaz zagrejanog vazduha. Palata je imala i svoj ekonomski deo, smešten na zapadnoj strani. Taj kompleks je takođe samo delimično ispitan, a nalazi se konzerviran ispod hotela Sirmijum. Ekonomski deo palate izgrađen je u IV veku.
O bogatsvu unutrašnjih arhitektonskih detalja svedoče brojni nalazi fresaka koje su ukrašavale zidove. U istu svrhu korišćene su sečene mermerne pločice u beloj, zelenoj i ružičastoj boji s kojima su oblagani zidovi i podovi.

## Literatura
- SIRMIJUM panorama panonske prestonice - Dr.Petar Milošević,Sremske Novine,Sremska Mitrovica 1988 godina

## Spoljašnje veze
- Zvanična internet stranica Carske palate Sirmijum Архивирано на веб-сајту  (8. септембар 2010)
- Galerija slika Carske palate i Vizantijskog centra Sirmijum Архивирано на веб-сајту  (8. септембар 2010)